# 하시바타링 차강바타르
하시바타링 차강바타르(몽골어: Хашбаатарын Цагаанбаатар, 1984년 5월 19일~)는 몽골의 유도 선수이다. 2004년 하계 올림픽에서 남자 엑스트라라이트급에서 동메달을 획득했으며, 2009년 세계 선수권 대회에서 우승하며 몽골 선수 최초로 세계 유도 선수권 대회 우승 선수가 되었다.

## 경력
오브스주 바롱토롱 출신이다. 1995년부터 유도를 시작했으며, 아와르가 고등체육학교를 졸업했다. 2003년에 몽골 국가대표 선수로 발탁되었다.
2004년 8월 그리스 아테네에서 열린 2004년 하계 올림픽 남자 유도 엑스트라라이트급(-60kg)에서 일본의 노무라 다다히로에게 패하여 동메달을 획득하였으며, 그가 획득한 동메달은 아테네 올림픽에서 몽골 선수가 획득한 유일한 메달이다. 같은 해에 올림픽 메달 획득 공로로 공훈체육인이 되었다.
2009년 네덜란드 로테르담에서 열린 세계 유도 선수권 대회에서 금메달을 획득하여 몽골 선수로는 최초로 세계 유도 선수권 대회 금메달리스트가 되었다. 같은 해 세계 선수권 대회 우승 공로로 몽골노동영웅 훈장을 받았다.

## 개인사
배우자는 2008년 하계 올림픽에서 은메달을 획득한 몽골의 사격 선수 어트랴딩 군데그마이다.